# Sint-Pieterskerk (Tienen)
De Sint-Pieterskerk (Frans: Église Saint-Pierre) is de parochiekerk van de gemeente  Tienen, gelegen aan de Rue de l'Église, in het Franse Noorderdepartement.
De oudste delen van deze kerk stammen uit de 13e eeuw. Het is een driebeukige hallenkerk uit 1550 met voorgebouwde zware natuurstenen westtoren die ouder is.
In de kerk wordt Onze-Lieve-Vrouw van de Haard (Notre-Dame du Joyel) vereerd, waarvan het object een houten beeldje van de 17e eeuw is. Achter het doopvont is een schilderij aangebracht dat de geschiedenis van het wonderbeeld verbeeldt. Ook zijn er een 18e-eeuwse communiebank, 18e-eeuwse lambrisering en grafstenen van einde 17e eeuw, waaronder die van Maximilien d'Hembyse († 1691), telg van een beroemd Gents geslacht (zie Jan van Hembyse).